# Тимашёв-Беринг, Алексей Александрович
Алексе́й Алекса́ндрович Тимашёв-Бе́ринг (до 1822 года — Беринг; 1812, Задонск — 1872, Москва) — московский обер-полицмейстер и вице-губернатор.

## Происхождение и биография
Происходил из дворян Калужской губернии, родился в 1812 году в Задонске, куда родители его удалились из Калуги вследствие вторжения Наполеона. Происхождение его фамилии следующее: бабка Алексея Александровича Евдокия Петровна урождённая Тимашёва была замужем за Петром Берингом и у них был сын Александр Петрович Беринг, который в свою очередь от брака с Софией Егоровной Паниной имел дочерей Меропу (жена П. П. Новосильцева) и Марию и сына Алексея; после развода родителей Алексей Александрович по указу от 22 августа 1822 г. получил разрешение именоваться Тимашёвым-Берингом.
Получив домашнее воспитание Тимашёв-Беринг поступил юнкером в Лейб-Кирасирский полк, где в следующем 1831 году был произведён в корнеты за участие в делах против польских мятежников: под Сиядовым и при с. Рудках (8 мая), в сражении при Жёлтках (9 мая), в авангардном деле между Замосцем и Странксунем (14 мая); участвовал ещё 24 июля в стычке под Недаровом и Божаловом, 25 и 26 августа при штурме Варшавы и с 15 по 24 сентября в преследовании остатков польской армии до местечка Припиглива.
В кирасирском полку Тимашёв-Беринг служил до 1839 года, когда в чине ротмистра был назначен адъютантом к командиру 6-го пехотного корпуса генерал-адъютанту Нейдгардту, с переводом в Оренбургский уланский полк; с назначением Нейдгардта командиром Отдельного Кавказского корпуса Тимашёв-Беринг последовал за своим начальником на Кавказ и неоднократно принимал участие в делах с горцами. На Кавказе Тимашёв-Беринг оставался до 1844 года, когда был переведён в резервный армейский № 25 эскадрон.
В следующем году он был назначен полицмейстером в Москву, произведён на этой должности в 1846 году в подполковники, в 1847 году — в полковники, а в 1849 году перешёл на должность офицера для особых поручений к Московскому генерал-губернатору. Пробыв первую половину 1851 года членом Московского попечительного комитета о тюрьмах, он вышел в отставку для определения к статским делам с награждением чином статского советника и тотчас был назначен Московским вице-губернатором; через три года снова был зачислен по кавалерии полковником с назначением 12 мая 1854 года исправляющим должность Московского обер-полицеймейстера; на этой должности он был произведён в 1855 году в генерал-майоры; в 1857 г. уволен по болезни от службы.
Пробыв 9 лет в отставке, Тимашёв-Беринг опять поступил на службу с зачислением по армейской кавалерии и с причислением к Министерству внутренних дел. С этого времени он не имел определённых обязанностей, а исполнял различные поручения: в 1866 году состоял членом, а затем и председателем следственной комиссии о делателях фальшивых кредитных билетов, а в 1870 году — председателем комиссии по устройству тюремной части в Москве.
В 1872 году вторично вышел в отставку и скончался в том же году 7 ноября.

## Семья

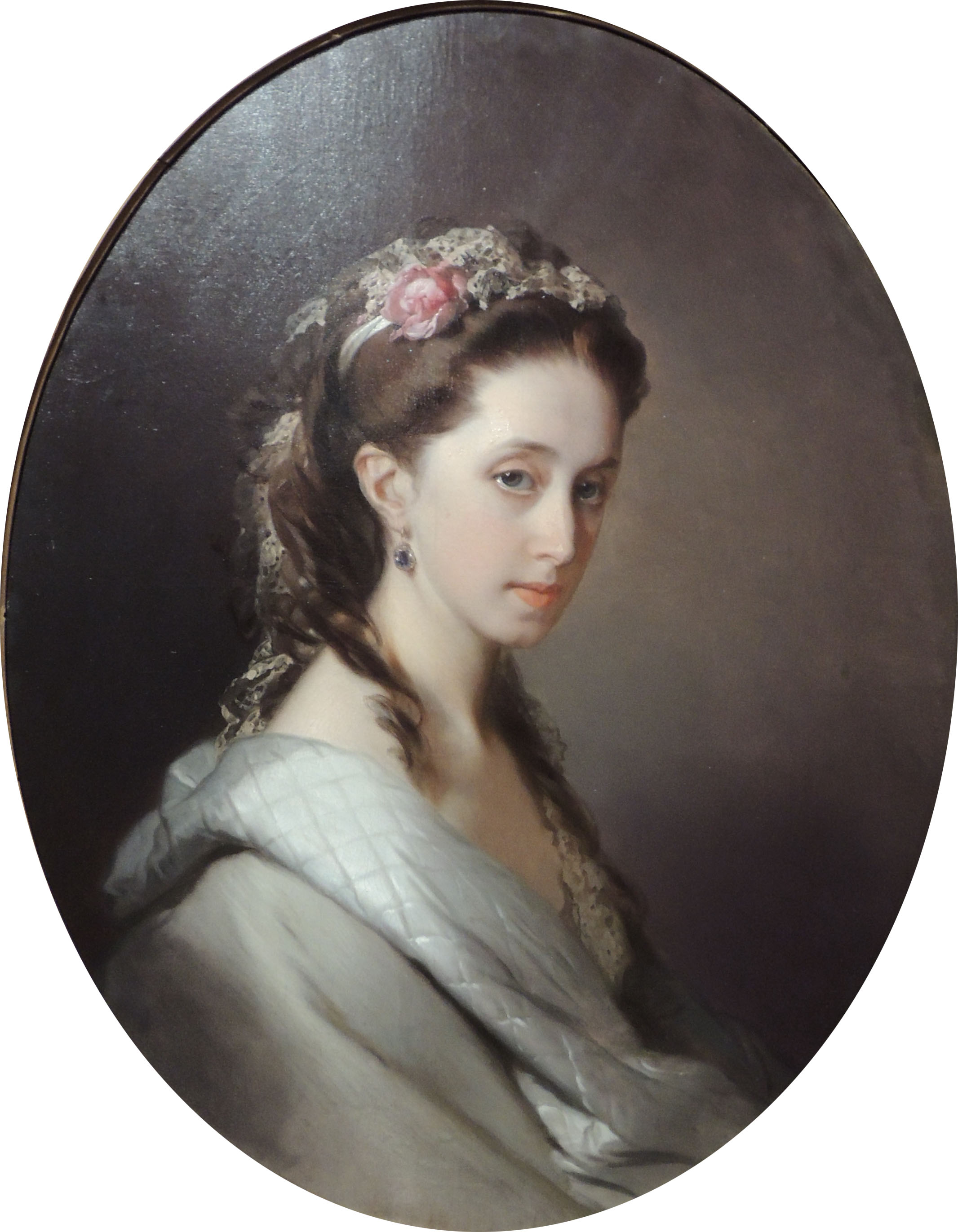
Евдокия Трегубова, дочь

Был женат на Варваре Николаевне Волковой (1824—1897), воспитаннице штабс-ротмистра Николая Дмитриевича Нарышкина (1783—1854), женившегося в 1834 году на её матери, московской купчихе 3 гильдии Евдокии Демидовне Волковой (1802—1856). Брак не был удачным и супруги жили врозь. Варвара Николаевна несколько лет состояла в отношениях с Клавдием Алексеевичем Ермоловым (1823—1890) и имела от него четверых детей прежде, чем смогла выйти за него замуж. Дети: 
- Софья Алексеевна (1845— ?), в замужестве Панютина.
- Евдокия Алексеевна (1847—1881), жена офицера кавалергардского полка [полковник]а Алексея Яковлевича Трегубова (1839—1890)[2].
- Александра Алексеевна (1848—1873), в замужества Зилова;
- Владимир Алексеевич (1854—1905), нотариус, женат (с 11.09.1877, Брюссель) на Екатерине Васильевне Суковкиной.